# Batumi
Batumi (en georgiano: ბათუმიⓘ) es una ciudad portuaria de Georgia. Situada en la costa oriental del mar Negro, próxima a la frontera con Turquía. Batumi es la segunda ciudad más importante de Georgia, sirve como un importante puerto, centro comercial, estación ferroviaria, balneario y base militar.
Es la capital de Ayaria, una república autónoma en el interior de Georgia. En julio de 2007, la sede del Tribunal Constitucional de Georgia fue trasladada a Batumi desde la capital georgiana.
Climáticamente, está situada en la periferia septentrional del Asia subtropical, rica en productos agrícolas como los cítricos y el té.

## Economía local
Mientras que las industrias de la ciudad incluyen la construcción naval, la industria de alimentos y la manufactura liviana, la mayor parte de su economía gira en torno al turismo, debido a su localización geográfica, en el litoral del mar Negro, su clima subtropical y su proximidad a la frontera de un país no culturalmente ruso, como Turquía. Sin embargo, esta característica deviene de que, durante la era soviética, fue uno de los destinos estivales preferidos de la élite rusa.

Foto de Batumi

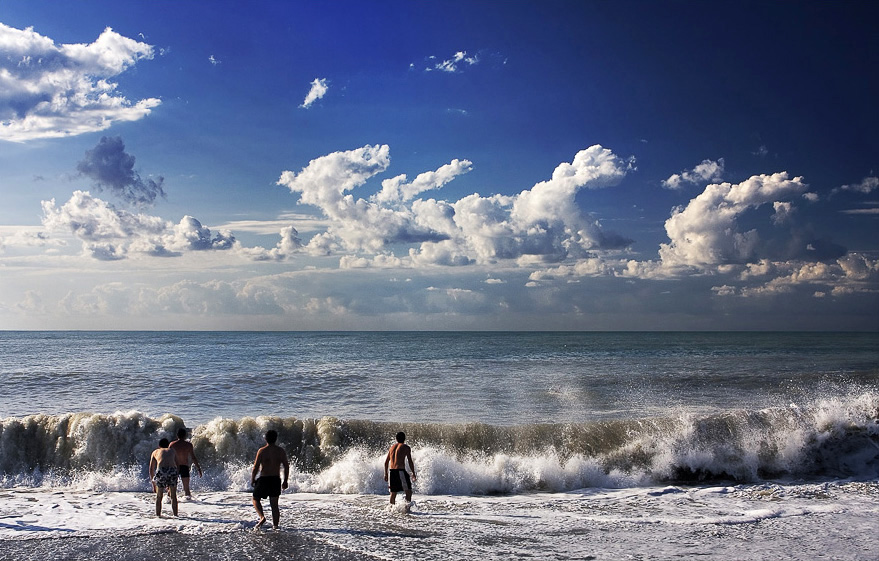
Costas de Batumi en verano

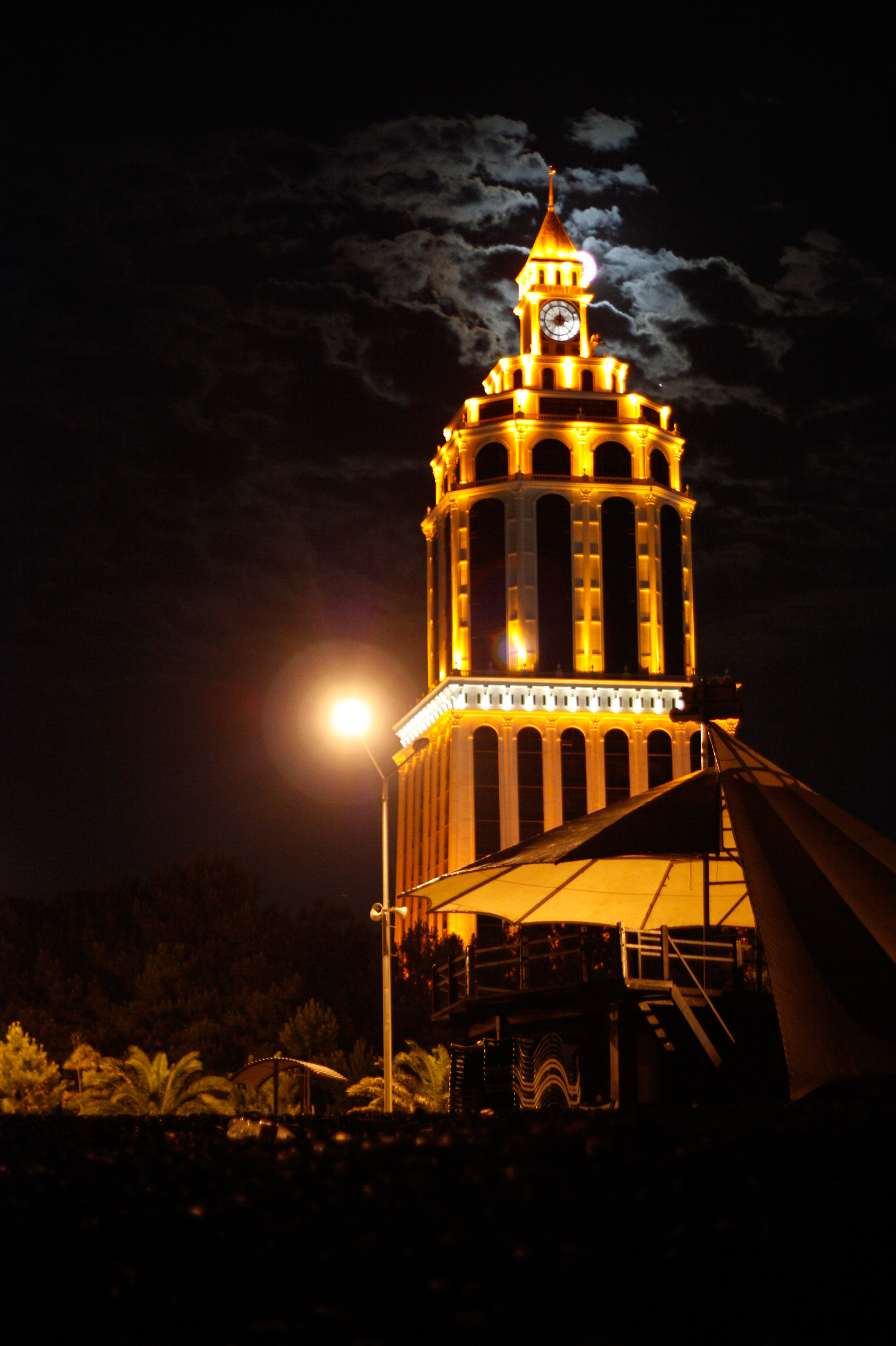
Hotel Hilton de Batumi

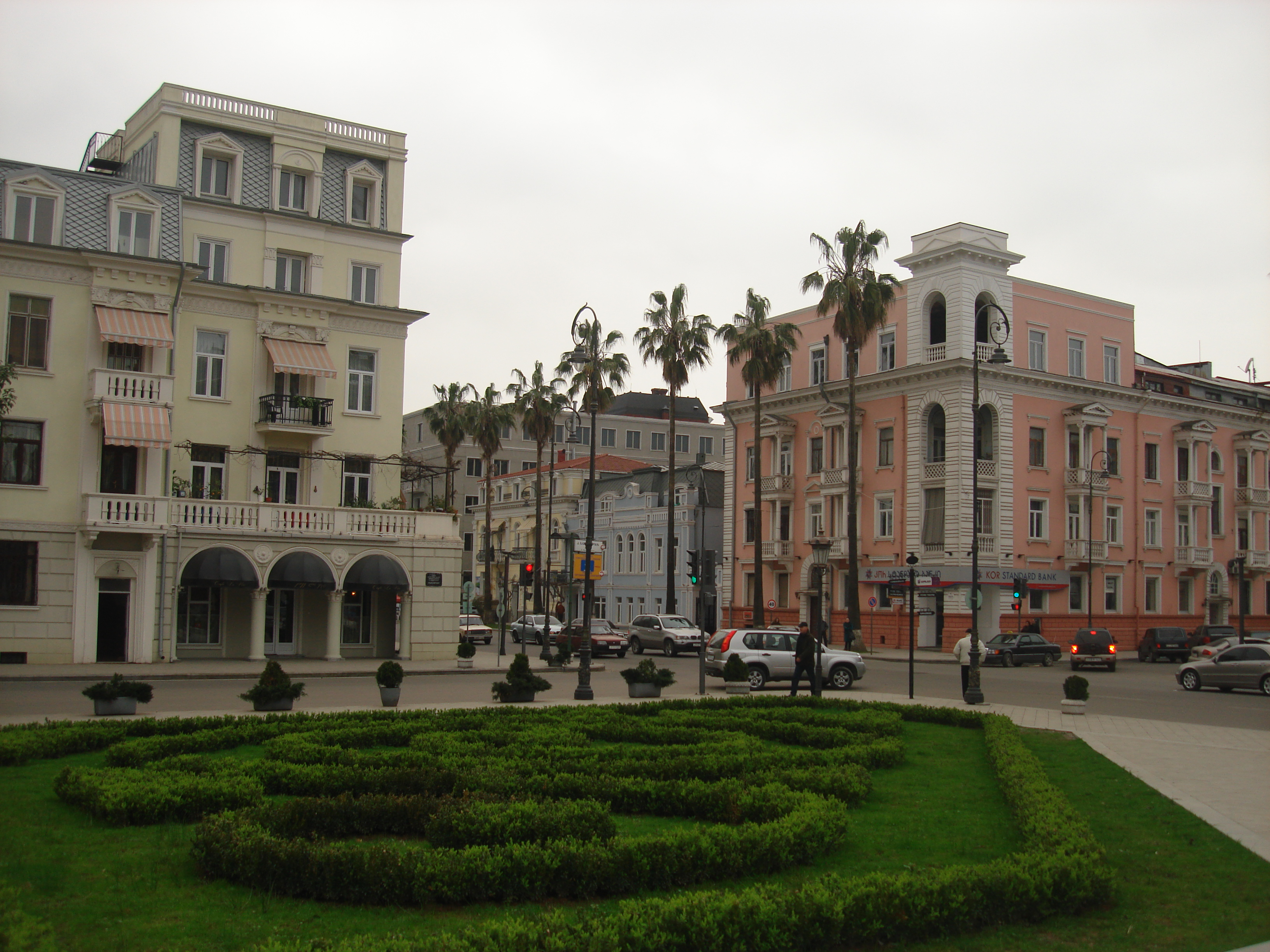
Plaza en Batumi

Catedral de Batumi

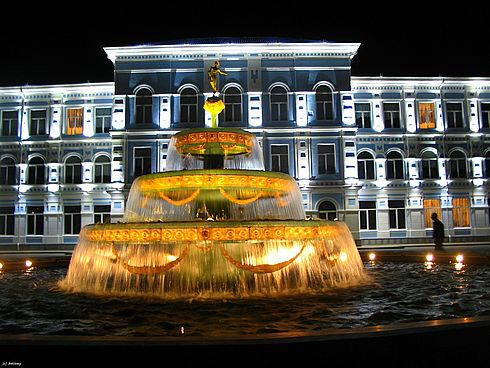
Universidad de Batumi

## Historia prerrusa
Batumi se encuentra en el lugar de la antigua colonia griega de la Cólquida, llamada Bathus o Bathys, que deriva de la expresión griega bathus limen o limin bathys, topónimo que significa ‘puerto de profundidad’ o ‘puerto de aguas profundas’.
Batumi, como Georgia, ha estado situada históricamente en los márgenes de grandes imperios (persas, romanos, bizantinos, árabes, mongoles, turcos y rusos), cercanamente vinculada al reino armenio, y ha vivido como parte de un Estado unificado sólo una fracción de su existencia como nación.
Un sitio cristiano dentro del Imperio bizantino, estuvo guarnecida por las fuerzas romano-bizantinas, siendo formalmente posesión del Reino de Lázica, hasta que fue ocupada brevemente por los árabes. En el siglo IX, formó parte de la monarquía Bagrátida de Tao-Klarjeti y, a finales del siglo X, se incorporó al nuevo Reino de Georgia. En el siglo XIV, con el desmembramiento del mismo, pasó al principado de Guria.
Los turcos otomanos la ocuparon por primera vez durante la regencia de Kakhaber II Vardanidze de Guria (1469-1483), pero sus fuerzas no se radicaron. En 1536 la conquistaron los otomanos por segunda vez. Rustam Gurieli (1534-1564) la recuperó en 1564, pero los otomanos regresaron poco después. Mami III Gurieli (1689-1711) la retuvo de nuevo en 1609 pero los otomanos la retuvieron definitivamente en 1627 y fue parte del Imperio otomano hasta 1878. En 1807 tenía dos mil habitantes y era una villa fortificada, debido a su estratégica posición en la ruta al norte de la costa oriental del mar Negro. En 1877 eran cinco mil habitantes y un activo puerto comercial de esclavos.

## Dominación rusa y soviética
En 1878, Batumi fue anexada por el Imperio ruso, de acuerdo con el Tratado de San Stefano, suscrito entre Rusia y el Imperio otomano (ratificado el 23 de marzo). En cambio, de acuerdo con un secreto Convenio anglo-otomano de Chipre, los británicos iban a ser autorizados a ocupar Chipre. Desde 1878 y hasta 1991, año de la independencia de Georgia, Batumi estuvo bajo el dominio ruso o soviético.
Con posterioridad, la ciudad fue declarada puerto libre hasta 1886. Funcionó como un centro de un distrito militar especial hasta que fue incorporada en el Gobierno de Kutaisi el 12 de junio de 1883. Finalmente, el 1 de junio de 1903, con el Okrug de Artvin, se estableció como la Región (Óblast) de Batumi, bajo el control directo del Gobierno General de Georgia.
La expansión de Batumi comenzó en 1883 con la construcción del ferrocarril Batumi-Tiflis-Bakú, completado en 1900 y que une los mares Caspio y Negro. Asimismo, la terminación de la construcción del oleoducto Bakú-Batumi significó otro nuevo impulso al puerto, debido a la introducción de los hidrocarburos en el quehacer portuario. A partir de entonces, Batumi se convirtió en el principal puerto del petróleo ruso en el mar Negro. La ciudad se desarrolló en forma extraordinaria y la población aumentó muy rápidamente: 8671 habitantes en 1882 y 12 000 en 1889.
Al término de la Primera Guerra Mundial, con el desmembramiento del Imperio ruso con ocasión de la Revolución rusa, Batumi, como parte de la primera República de Georgia, fue independiente entre 1918 y 1921. El Ejército Rojo ocupó el país, y la ciudad cayó bajo dominio soviético, adquiriendo un renovado valor estratégico, tanto por su localización, la instalación de una base militar, como por sus muelles petroleros.
Mediante el tratado entre Rusia y Turquía del 16 de marzo de 1921, las provincias de Kars y Ardahan volvieron a la nueva República de Turquía, pero Batumi se quedó totalmente bajo control de la nueva Unión Soviética. Al acceder al poder los bolcheviques en Moscú, el 16 de junio de 1921 se convirtió en capital de la República Socialista Soviética Autónoma de Ayaria dentro de la R.S.S. de Georgia.
El 9 de abril de 1991, poco antes del colapso de la Unión Soviética, Batumi —en el marco de la segunda República de Georgia— recuperó la independencia, como la república autónoma de Ayaria, en el interior de Georgia.

## Cultura

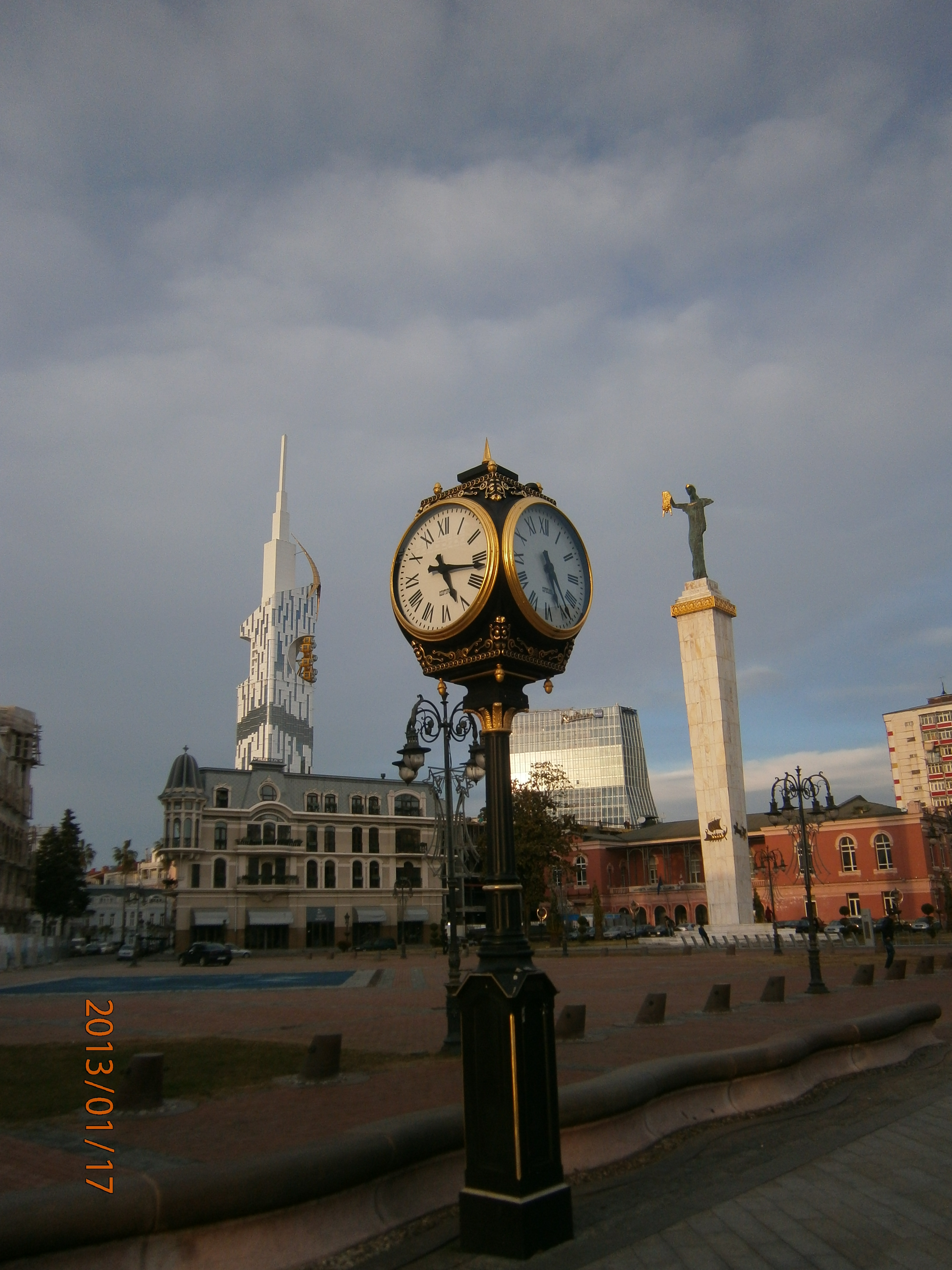
Estatua de Medea.

En «Axal Bulvarshi» (ბათუმი) se encuentra la escultura creada por la artista georgiana Tamar Kvesitadze (თამარ კვესიტაძე). En un principio esta escultura fue llamada «Man and Woman», pero después de que se decidiera instalarla en Batumi, la obra de arte adquirió los nombres de «Ali y Nino» (ალი და ნინო), dos héroes de un libro de Kurban Said, en el que se cuenta la historia de amor de un joven azerbaiyano que se enamora de una princesa georgiana pero que poco después muere en acto de defensa por su país.
En una exhibición en Londres se expuso una versión a pequeña escala de la escultura de «Ali y Nino», antes de que la artista se decidiera a construirla a gran escala para la ciudad de Batumi. Pasaron 10 meses hasta que la construcción finalizó.
La escultura de acero, de 8 metros de altura y 7 toneladas de peso, representa las siluetas de un hombre y una mujer en la costa del Mar Negro de Georgia. Las figuras interactúan en intervalos de 8 a 10 minutos cada día desde las 19:00 horas, desplazándose la una hacia la otra hasta fusionarse en una sola pieza.
La escultura fue presentada en el pabellón georgiano de la 52 edición de la Bienal de Venecia en el año 2007.
También es de recordar que en esta ciudad nació Arkady Strugatsky, el 25 de agosto de 1925. Los hermanos Arkadi y Borís Strugatski son dos reconocidos escritores de ciencia ficción rusos

## Galería

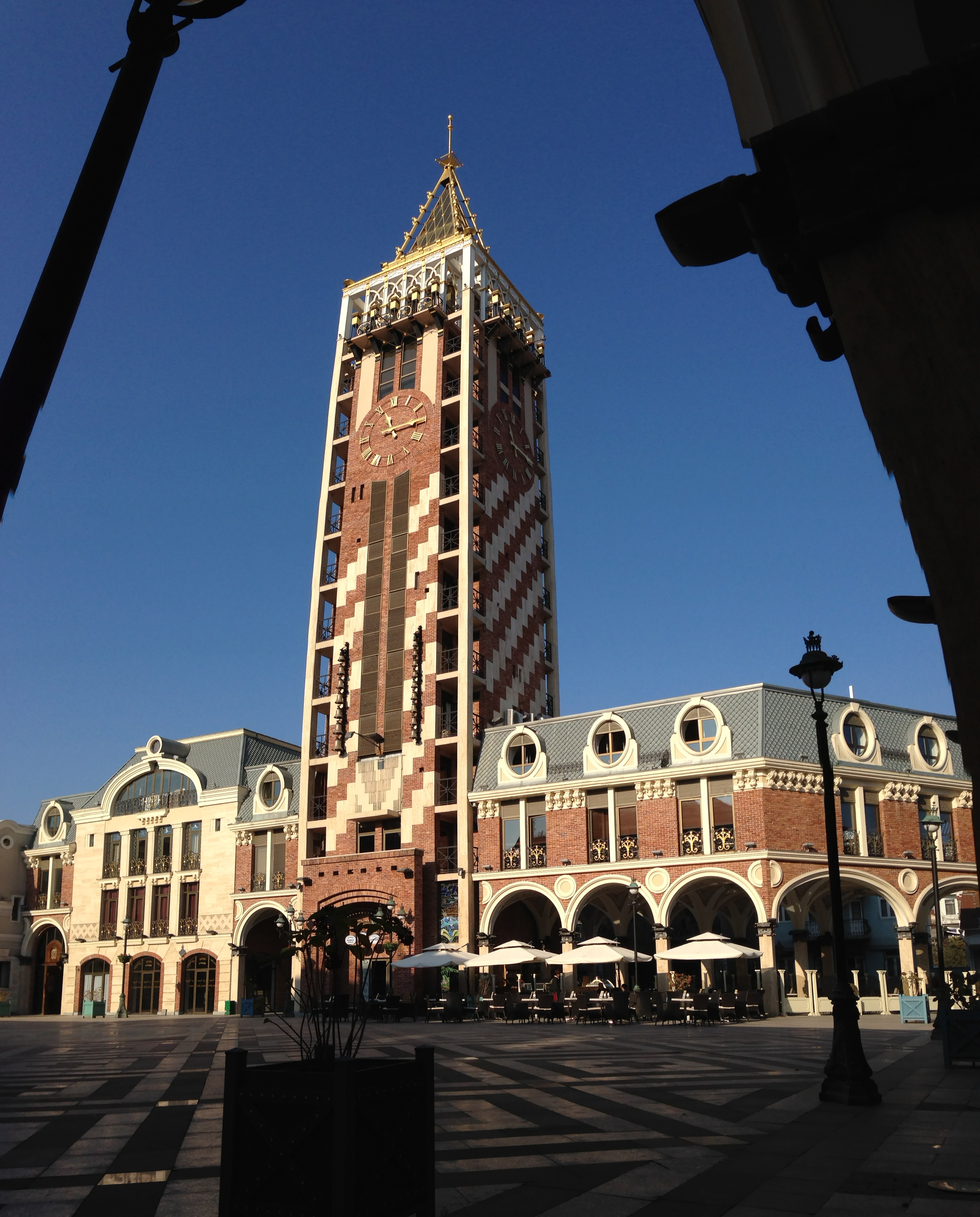
Piazza
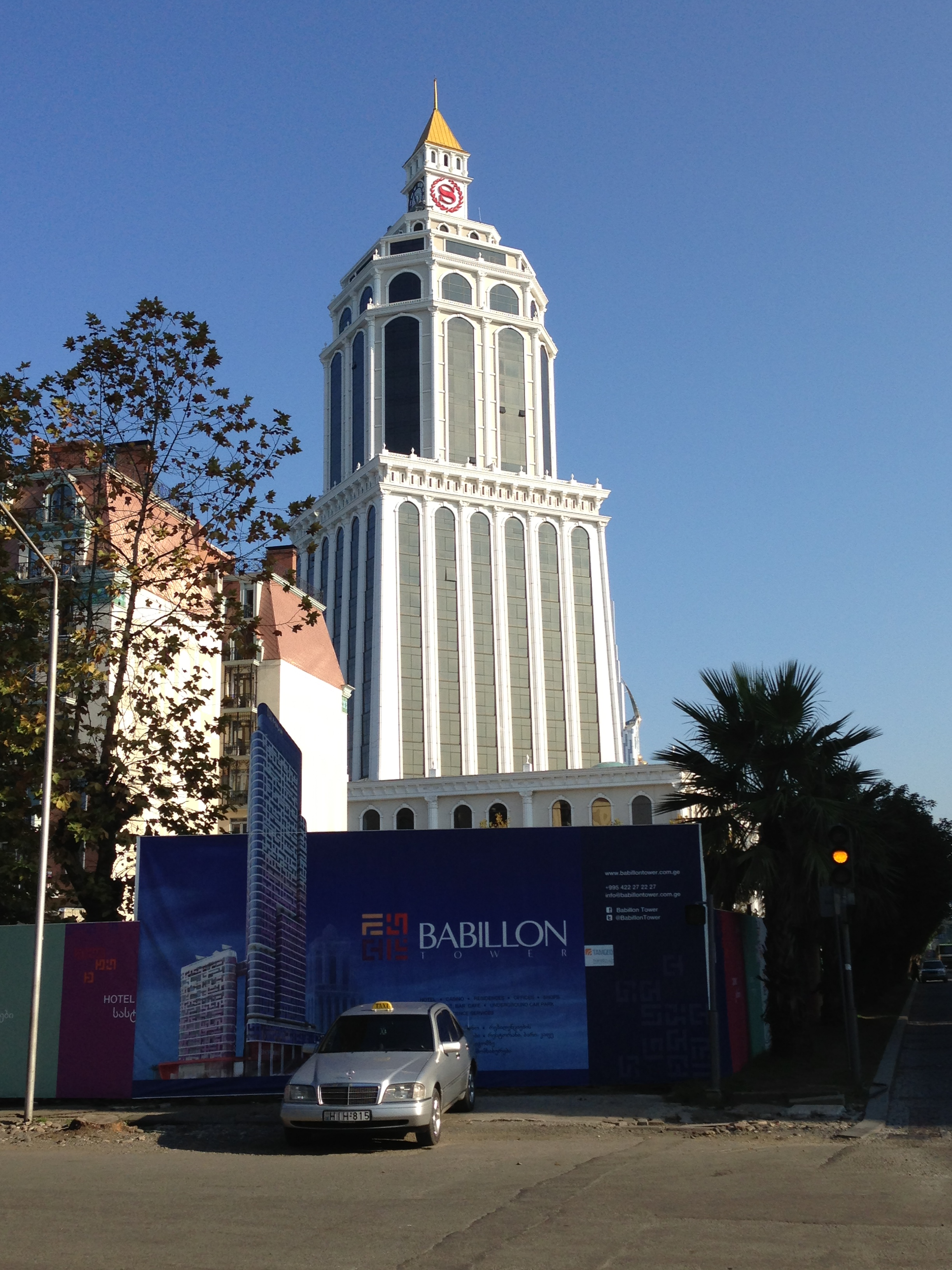
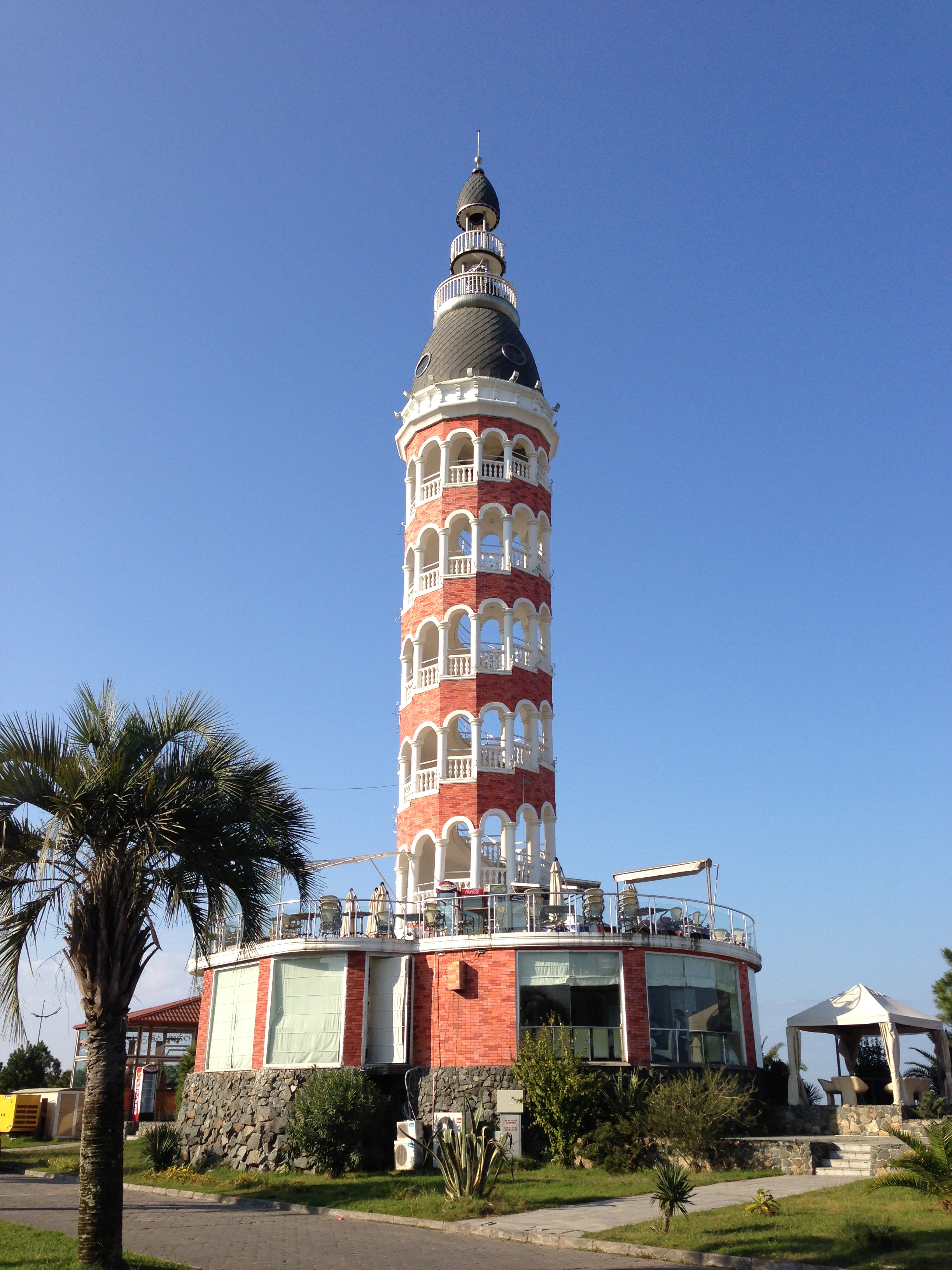
Edificio en Batumi
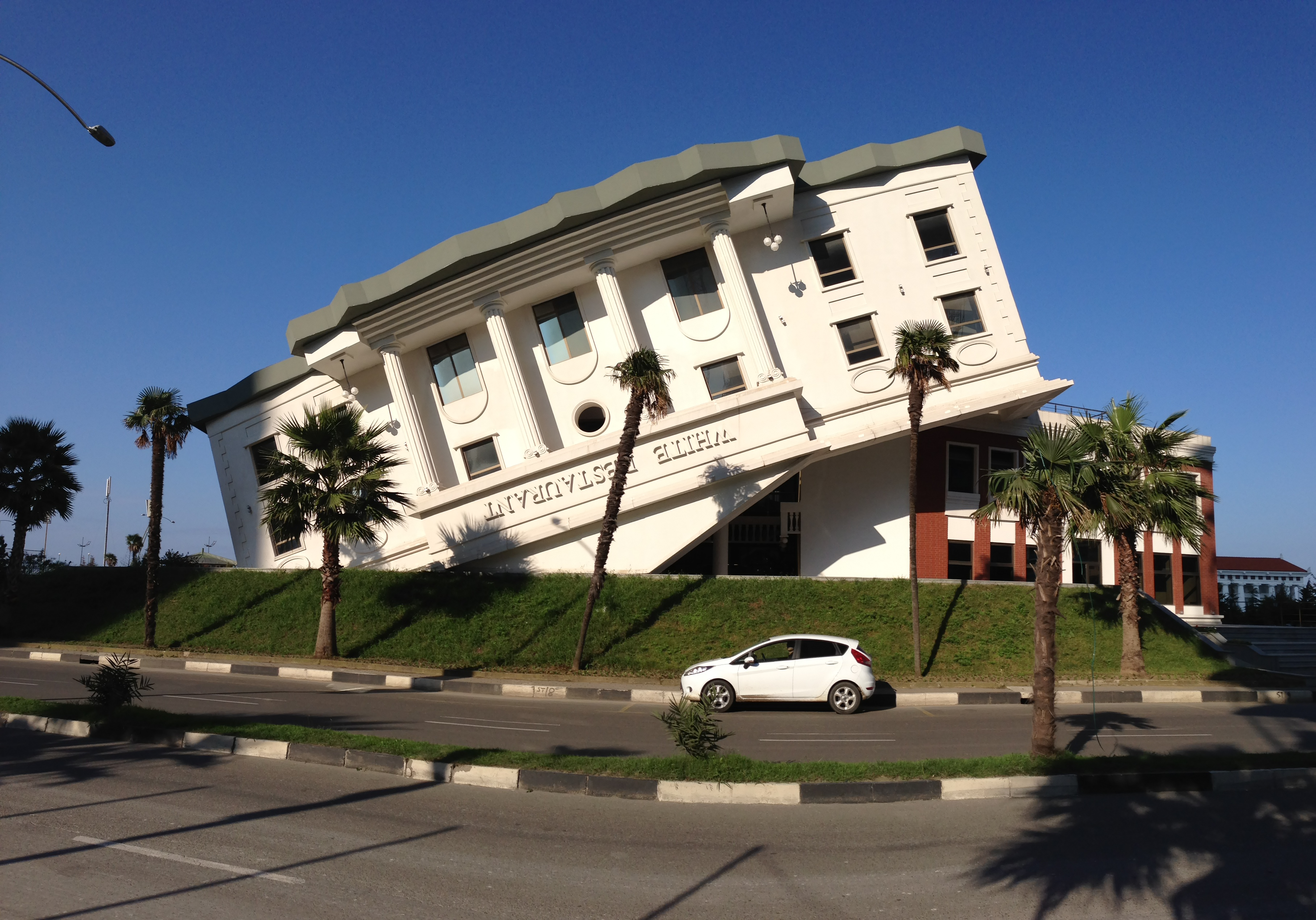
Edificio en Batumi
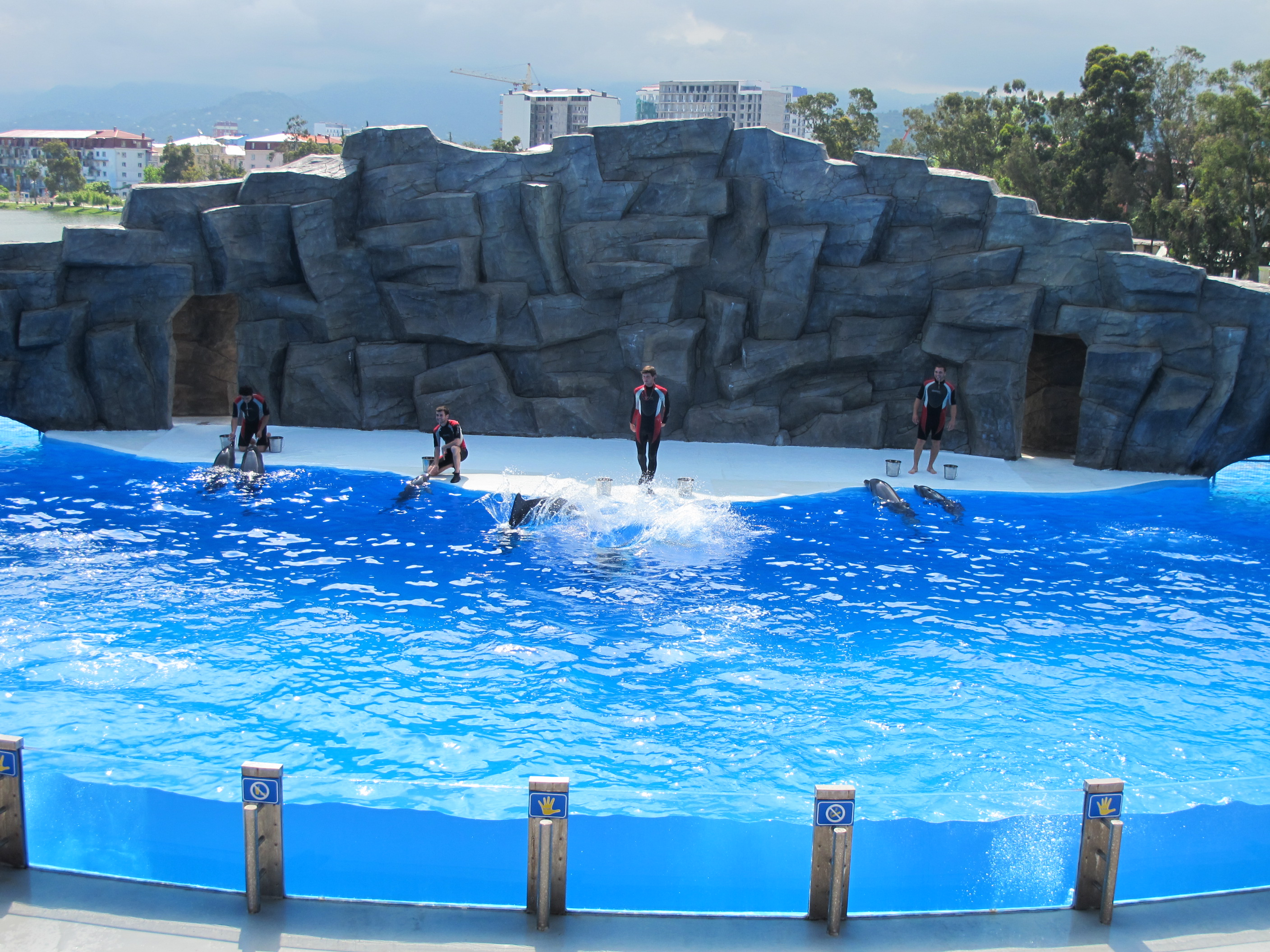
Delfinario en Batumi

## Ciudades hermanadas
- Bari, Italia (1987)
- San Sebastián, España (1987)
- Savannah, Estados Unidos (1992)
- Pireo, Grecia (1996)
- Kislovodsk, Rusia (1997)
- Trabzon, Turquía (2000)
- Vanadzor, Armenia (2006)
- Volos, Grecia (2007)
- /  Yalta (reclamada por Ucrania)
- Ternopil, Ucrania (2011)
- Cartagena, Colombia
- Barcelona, España